# Orden del Espíritu Santo del Nudo

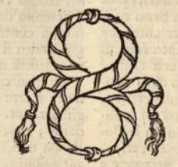
Emblema de La Orden del Espíritu Santo del Nudo.

La Orden del Espíritu Santo del Nudo fue una orden de caballería medieval.

## Historia
Fue instituida en 1352 por Luis de Anjou, príncipe de Tarento y rey de Nápoles, y se disolvió en 1362 al morir su fundador. Estaba esta orden bajo la advocación de San Nicolás, y su divisa era un cordón de seda entretejido de oro y plata, a manera de nudo del que pendía la imagen de dicho santo.